# Wszyscy zaczynamy od zera
Wszyscy zaczynamy od zera – piąty studyjny album zespołu Hetman.

## Utwory
1. „Zabierz mnie stąd” - 3:57 (muz. J. Hertmanowski; sł. R. Tyc)
2. „Droga donikąd” - 4:57 (muz. J. Hertmanowski; sł. R. Tyc)
3. „Ty wiesz ja wiem” - 3:13 (muz. J. Hertmanowski; sł. J. Hertmanowski)
4. „Harley” - 4:13 (muz. J. Hertmanowski; sł. J. Hertmanowski, R. Tyc)
5. „Wszyscy zaczynamy od zera” - 3:10 (muz. J. Hertmanowski)
6. „Kołysanka dla M.T.” - 5:33 (muz. J. Hertmanowski; sł. R. Tyc)
7. „Koszmarny los” - 3:29 (muz. J. Hertmanowski; sł. R. Tyc)
8. „Wszystko ma swój początek i koniec” - 3:48 (instrumentalny)(muz. J. Hertmanowski)
9. „Moda na sukces” - 3:43 (muz. M. Sitarski; sł. R. Tyc)
10. „Pomóż mi” - 3:46 (muz. M. Sitarski; sł. R. Tyc)
11. „Przychodzisz do mnie w snach” - 3:47 (muz. M. Sitarski; sł. R. Tyc)
12. „Odlecieć” - 4:24 (muz. J. Hertmanowski; sł. R. Tyc)
13. „Nie mów nic” - 4:38 (muz. J. Hertmanowski; sł. R. Tyc)
14. „Nie zapomnij” - 5:03 (muz. J. Hertmanowski; sł. J. Hertmanowski)
15. „Pusty dom” - 5:50 (muz. J. Hertmanowski; sł. R. Tyc)
16. „"Lato z Radiem” zbudzi cię” - 4:43 (muz. J. Hertmanowski; sł. J. Zieliński)

## Skład
- Jarek „Hetman” Hertmanowski – gitara prowadząca, gitara basowa, śpiew
- Michał Sitarski – gitara solowa
- Olek Żyłowski – gitara basowa
- Robert Tyc – śpiew
- Jacek Zieliński – perkusja